# معركة بيلشيت 1937
كانت معركة بيلشيت مجموعة من العمليات العسكرية دارت أحداثها في الحرب الأهلية الإسبانية بين 24 أغسطس و 7 سبتمبر 1937 بالقرب من بلدة بيلشيت في أراغون.